# Spellemannprisen 2014
Der Spellemannpris 2014 war die 43. Ausgabe des norwegischen Musikpreises Spellemannprisen. Die Nominierungen berücksichtigten Veröffentlichungen des Musikjahres 2014. Die Verleihung der Preise fand am 17. Januar 2015 statt. In der Kategorie „Årets Spellemann“ wurde Nico & Vinz ausgezeichnet, den Ehrenpreis („Hedersprisen“) erhielt Morten Abel.

## Verleihung
Die Verleihung fand am 17. Januar 2015 im Konzerthaus Stavanger statt. Die Sendung wurde von Jenny Skavlan und Mona B. Riise moderiert.

## Gewinner
| Kategorie                                                            | Gewinner                                      | Werk                          |
| -------------------------------------------------------------------- | --------------------------------------------- | ----------------------------- |
| Barnemusikk (Kindermusik)                                            | Christine Sandtorv                            | Stjerneteller - Dinomaur      |
| Blues                                                                | Daniel Eriksen                                | Monshine hymns                |
| Country                                                              | Claudia Scott                                 | Follow the lines              |
| Danseband                                                            | Dænsebændet                                   | …med sans for dans            |
| Elektronika/Dancemusikk (Elektronika/Dance-Musik)                    | Mental Overdrive                              | Everything is connected       |
| Folkemusikk/Tradisjonsmusikk (Volksmusik/Traditionsmusik)            | Gjermund Larsen                               | Trønderbarokk                 |
| Indie                                                                | Thea Hjelmeland                               | Solar Plexus                  |
| Jazz                                                                 | Marius Neset, Trondheim Jazz Orchestra        | Lion                          |
| Klassisk (Klassisch)                                                 | Erlend Skomsvoll, Christian Ihle Hadland, 1B1 | Holberg Variations            |
| Komponist                                                            | Ingrid Helene Håvik                           | Highasakite: Silent Treatment |
| Metal                                                                | Execration                                    | Morbid Dimensions             |
| Popgruppe                                                            | Highasakite                                   | Silent Treatment              |
| Popsolist                                                            | Emilie Nicolas                                | Like I'm a Warrior            |
| Rock                                                                 | The Cheaters                                  | Rites of Spring               |
| Samtid (Gegenwart)                                                   | Håkon Stene                                   | Lush Laments for Lazy Mammal  |
| Tekstforfatter (Textautor)                                           | Siri Nilsen                                   | Siri Nilsen: Skyggebokser     |
| Urban                                                                | Store P                                       | Regnmannen                    |
| Viser (Weisen)                                                       | Ellen Sofie Hovland                           | Skandinavisk sjel             |
| Åpen Klasse (Offene Klasse)                                          | Jenny Hval & Susanna                          | Meshes of Voice               |
| Årets Hederspris (Ehrenpreis des Jahres)                             | Morten Abel                                   | –                             |
| Årets hit                                                            | Admiral P feat. Nico D                        | Engel                         |
| Årets Nykommer & Gramostipend (Newcomer des Jahres und Gramostipend) | Emilie Nicolas                                | Like I'm a Warrior            |
| Årets Spellemann (Spellemann des Jahres)                             | Nico & Vinz                                   | Black Star Elephant           |

## Nominierte
Die Nominierungen wurden im Dezember 2014 bekannt gegeben.
Barnemusikk
- Aslak og Igor: På feil side av låven
- Christine Sandtorv: Stjerneteller - Dinomaur
- Terje Formoe: Den blå planeten

Blues
- Daniel Eriksen: Monshine hymns
- Hans Bollandsås: Confession
- Joakim Tinderholt and his band: You gotta do more

Country
- Bendik Brænne: Do you know who I think I am
- Claudia Scott: Follow the lines
- Darling West: Winter passing
- Torgeir Waldemar: Torgeir Waldemar

Danseband
- Anne Nørdsti: Danser i måneskinn
- Dænsebændet: …med sans for dans
- PK & Dansefolket: Full truck 2

Elektronika/Dancemusikk
- Kim Hiorthøy: Dogs
- Mental Overdrive: Cycls
- Mental Overdrive: Everything is connected

Folkemusikk/Tradisjonsmusikk
- Gjermund Larsen: Trønderbarokk
- Laura Ellestad: Valdresspel i Amerika
- Sandum Trio: Evig runddans
- Valkyrien Allstars: Farvel slekt og venner

Indie
- Bendik: No går det over
- Dark Times: Give
- Thea & the Wild: Strangers and lovers
- Thea Hjelmeland: Solar Plexus

Jazz
- In the Country, Solveig Slettahjell, Bugge Wesseltoft, Knut Reiersrud: Jazz at Berlin Philharmonic II, Norwegian Woods
- Jan Gunnar Hoff: Fly north
- Karl Seglem: Som spor
- Marius Neset, Trondheim Jazz Orchestra: Lion
- Ola Kvernberg: Mechanical Fair

Klassisk
- Bergen Philharmonic Orchestra, Jennifer Pike: Silbelius - Viollin Concerto
- Bror Magnus Tødenes: Remembering Jussi
- Erlend Skomsvoll, Christian Ihle Hadland, 1B1: Holberg Variations
- Norwegian Baroque Orchestra: Johan Daniel & Johan Heinrich Berlin

Komponist
- Ingrid Helene Håvik: Highasakite: Silent Treatment
- Marit Larsen: Marit Larsen: When the Morning Comes
- Siri Nilsen: Siri Nilsen: Skyggebokser
- Svein Berge, Torbjørn Brundtland: Röyksopp: The Inevitable End
- Svein Berge, Torbjørn Brundtland, Robin Miriam Carlsson: Röyksopp: Do it Again

Metal
- 1349: Massive cauldron of Chaos
- Einherjer: Av oss, for oss
- Execration: Morbid Dimensions
- Vredehammer: Vinteroffer

Popgruppe
- Highasakite: Silent Treatment
- Nico & Vinz: Black Star Elephant
- Röyksopp: The Inevitable End
- Röyksopp: Do it again

Popsolist
- Emilie Nicolas: Like I'm a Warrior
- Hanne Kolstø: Forever maybe
- Ida Jenshus: Let it go
- Sondre Lerche: Please

Rock
- Johndoe: Slugger
- Sivert Høyem: Endless love
- Spidergawd: Spidergawd
- The Cheaters: Rites of Spring

Samtid
- Frode Haltli: Vagabonde Blu
- Håkon Stene: Lush Laments for Lazy Mammal
- Oslo Sinfonietta: Black Box Music
- The Norwegian Radio Orchestra: Perfect Strangers

Tekstforfatter
- Ingrid Helene Håvik: Highasakite: Silent Treatment
- Marit Larsen: Marit Larsen: When the Morning Comes
- Siri Nilsen: Siri Nilsen: Skyggebokser
- Sondre Lerche: Sondre Lerche: Please
- Thea Hjelmeland: Thea Hjelmeland: Solar Plexus

Urban
- OnklP & de Fjerne Slektningene: Slekta II
- Store P: Regnmannen
- The Band Called Oh!: Stereosoul

Viser
- Ellen Sofie Hovland: Skandinavisk sjel
- Erlend Ropstad: Her om natta
- Ingebjørg Bratland: Berre meg
- Silja Sol: På hjertet
- Siri Nilsen: Skyggebokser

Åpen Klasse
- Arve Henriksen: The Nature of Connections
- Gammalgrass: Obsolete Music 1
- In the Country, Frida Ånnevik: Skogens sang
- Jenny Hval, Susanna: Meshes of Voice

Årets hit
- Admiral P feat. Nico D: Engel
- Anders Nilsen: Salsa Tequila
- Broiler feat. Ravvel: Wild Eyes
- Donkeyboy: Crazy Something Normal
- Gabrielle: 5 fine frøkner
- Martin Tungevaag, Emila: Samsara 2015
- OnklP & de Fjerne Slektningene: Styggen på ryggen

Årets nykommer & Gramostipend
- Anja Elena Viken: Herfra til I morgen
- Elsa & Emilie: Endless Optimism
- Emilie Nicolas: Like I'm a Warrior
- Kaja Gunnufsen: Faen Kaja
- Torgeir Waldemar: Torgeir Waldemar